# Bougainvillia bitentaculata
Bougainvillia bitentaculata är en nässeldjursart som beskrevs av Uchida 1925. Bougainvillia bitentaculata ingår i släktet Bougainvillia och familjen Bougainvilliidae. Inga underarter finns listade i Catalogue of Life.